# Hymenopenaeus equalis
Hymenopenaeus equalis is een tienpotigensoort uit de familie van de Solenoceridae. De wetenschappelijke naam van de soort is voor het eerst geldig gepubliceerd in 1888 door Spence Bate.